# Alex Schaad

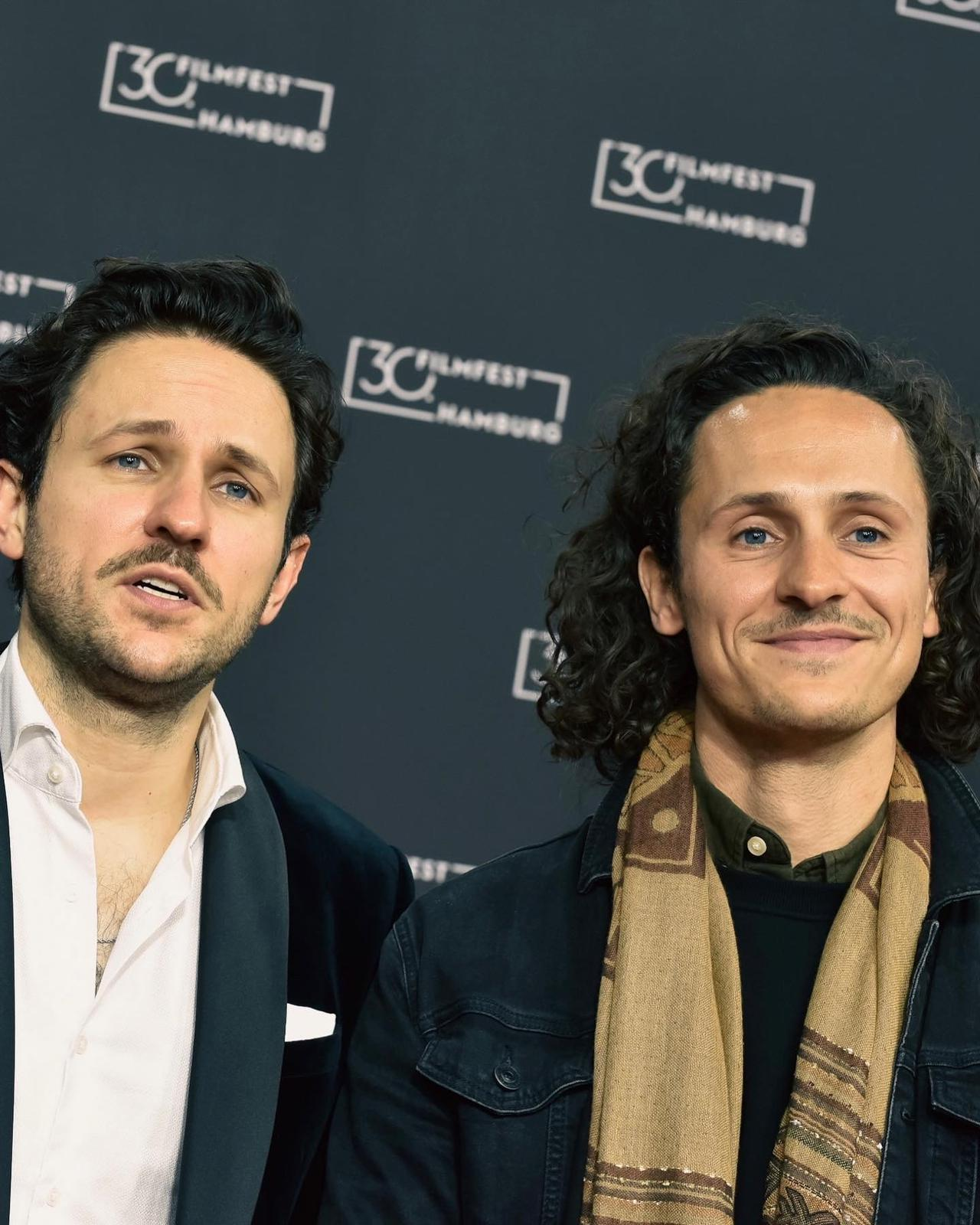
Alex Schaad (rechts) mit Dimitrij Schaad auf dem Filmfest Hamburg 2022

Alexei Schaad (russisch Алексей Александрович Шаад, wiss. Transliteration Aleksej Aleksandrovič Šaad; * 30. August 1990 in Kaskelen, Kasachische SSR, Sowjetunion) ist ein deutscher Regisseur und Drehbuchautor. Er ist der Bruder des Schauspielers und Autors Dimitrij Schaad.

## Leben
Alex Schaad wurde in Kasachstan geboren und kam im Alter von drei Jahren mit seinen Eltern als Spätaussiedler nach Deutschland. Er wuchs in Mengen auf und arbeitete nach seinem Abitur drei Jahre lang freiberuflich für Film, Fernsehen und Theater. 2013 bis 2019 war er Student der Filmregie an der Hochschule für Fernsehen und Film (HFF) in München.
Für seine Arbeiten als Autor und Regisseur wurde er bereits unter anderem mit zwei Max-Ophüls-Preisen, einem Grimme-Preis in der Kategorie Fiktion und einem Studentenoscar in Gold ausgezeichnet. Sein Langfilmdebüt Aus meiner Haut feierte im September 2022 als einziger deutscher Beitrag bei den Internationalen Filmfestspielen von Venedig seine Premiere, wo er auch ausgezeichnet wurde. Er lebt und arbeitet als freier Autor und Regisseur in München und Berlin.

## Arbeit
Im Januar 2016 feierte Schaad mit seinem Kurzfilm Invention of Trust Premiere auf dem Filmfestival Max-Ophüls-Preis, wo er mit dem Jurypreis für den „Besten Mittellangen Film“ ausgezeichnet wurde. In der Jury-Begründung heißt es: „… dieser Film [–] ermahnt uns über einen großartig gespielten Monolog des Hauptdarstellers Dimitri Schaad, der ununterbrochen sprechend in einer cineastisch genial aufgebauten Kran-Fahrt, einen Slow-Motion Flug an Gebäuden vorbei und über Straßen hinweg, dass wir uns doch bitte bewusst werden müssen, unser eigenes Privatleben [...] zu schützen. Ein Film – großartig aktuell – großartig gespielt - kongenial fotografiert.“
Wenige Monate später gewann der Film auch den Studenten-Oscar in Gold.
Der 30-minütige Film ist sein zweiter Übungsfilm im Rahmen seines Regie-Studiums am Lehrstuhl von Andreas Gruber. Das Drehbuch hat er gemeinsam mit seinem Bruder Dimitrij Schaad geschrieben. Schaad erzählt in seinem Film die Geschichte eines jungen Gymnasiallehrers.
Schaads dritter Übungsfilm an der HFF München ist der 30-minütige Kurzfilm Endling, welcher 2018 seine Premiere wiederum auf dem Filmfestival Max-Ophüls-Preis feierte, wo er den Publikumspreis für den „Besten Mittellangen Film“ gewinnen konnte. Der Film handelt von einem Bergmann in der letzten Zeche des Ruhrgebiets, der angesichts der Schließung und seines körperlichen Verfalls verzweifelt versucht seinem Leben eine letzte Bedeutung zu geben.
Nach seinem Regiestudium drehte er den Beitrag Part Of The World – Teil der Welt als Teil des von Gabriela Sperl produzierten Episodenfilms The Love Europe Project. Das von zehn Regisseuren aus neun Ländern gemeinsam realisierte Werk über Europa hat den Grimme-Preis in der Kategorie Fiktion erhalten.
Sein Kinofilm Aus meiner Haut, der im September 2022 bei den Internationalen Filmfestspielen von Venedig seine Premiere feierte, wurde dort mit dem Queer Lion ausgezeichnet. Der Queer Lion ist mit dem Teddy Award der Berlinale und der Queer Palm der Filmfestspiele von Cannes der wichtigste Preis für LGBTQ-Filme. Im selben Jahr wurde der Film auf dem Filmfest Hamburg mit dem Produzentenpreis in der Kategorie »Deutsche Kinoproduktionen« ausgezeichnet. Aus meiner Haut eröffnete am 23. Januar 2023 das Filmfestival Max Ophüls Preis. Der Kinostart ist für den 2. Februar 2023 geplant.

## Filmografie
- 2019: Part Of The World – Teil der Welt (als Teil des Episodenfilms The Love Europe Project)
- 2022: Aus meiner Haut (Kinofilm)

## Auszeichnungen
Bayerischer Filmpreis
- 2023: Nachwuchs-Drehbuchpreis zusammen mit Dimitrij Schaad für Aus meiner Haut[12]

Internationale Filmfestspiele von Venedig
- 2022: Auszeichnung mit dem Queer Lion für Aus meiner Haut.

Filmfest Hamburg
- 2022: Auszeichnung mit dem Produzentenpreis in der Kategorie »Deutsche Kinoproduktionen« für Aus meiner Haut.

Filmfestival Max Ophüls Preis
- 2016: Auszeichnung mit dem Jurypreis für den Besten Mittellangen Film („Invention of Trust“)
- 2018: Auszeichnung mit dem Publikumspreis für den Besten Mittellangen Film („Endling“)

Student Academy Award
- 2016: Auszeichnung mit dem Studenten-Oscar in Gold („Invention of Trust“)

International Student Film and Video Festival of Beijing
- 2017: Auszeichnung mit dem Huayi Brothers Starmaker Award („Invention of Trust“)[13]